# Ancorina radix
Ancorina radix är en svampdjursart som beskrevs av Marenzeller 1889. Ancorina radix ingår i släktet Ancorina och familjen Ancorinidae. Inga underarter finns listade i Catalogue of Life.